# Placide Adams
Placide Adams (New Orleans, 30 augustus 1929 - aldaar, 29 maart 2003) was een Amerikaanse dixieland-musicus. Hij was zanger, drummer en speelde contrabas.
Adams, een verre neef van Manuel Manetta, werd geboren in een muzikale familie. Zijn moeder, Dolly Douroux, leidde een familieband, waarin hij ging spelen toen hij een jaar of twaalf was. Zijn broer Jerry werd ook een bassist en een andere broer speelde banjo en gitaar.
In de jaren vijftig speelde hij in Papa Celestin Orchestra, later was hij actief in de rhythm & blues en speelde onder meer met Clyde McPhatter, Ruth Brown, B.B. King, Big Joe Turner en Roy Brown. In 1963 was hij lid van Sweet Emma & Her New Orleans Music en rond 1964 toerde hij met George Lewis in Japan. Hij speelde in de Preservation Hall Jazz Band en werkte met Alvin Acorn in een populair restaurant in New Orleans. In het Hilton Hotel leidde hij zelf veertien jaar de Placide Adams Dixieland Jazz Band tijdens de brunches. Ook speelde hij in de marching band Onward Brass Band van Louis Cottrell, Jr., die in 1960 was opgericht naar het model van de vroege Onward Brass Band, en nam de leiding over na het overlijden van Cottrell in 1978. Hij leidde de band tot zijn overlijden als gevolg van hartfalen.
Adams heeft niet opgenomen als leider, maar is wel te horen op platen van Roy Brown, George Lewis en Clement Tervalon.